# Nearco (nome)
Nearco  è un nome proprio di persona italiano maschile.

## Varianti
- Femminili: Nearca[2]

### Varianti in altre lingue
- Catalano: Nearc
- Francese: Néarque
- Greco antico: Νεαρχος (Nearchos)[3]
- Latino: Nearchus[1][3]
- Russo: Неарх (Nearch)
- Spagnolo: Nearco

## Origine e diffusione
Nome di scarsissima diffusione, attestato prevalentemente in Emilia-Romagna e per il resto disperso in Italia settentrionale; venne portato da un ammiraglio al servizio di Alessandro Magno e da altre figure storiche, ma oggi è noto principalmente grazie a Nearco, un cavallo da corsa che vinse diverse competizioni negli anni '30 e '40.
Etimologicamente continua il greco Νεαρχος (Nearchos); esso è composto da νέος (neos, "nuovo", "giovane", da cui anche Neera) oppure ναῦς (naus, "nave") e ἄρχων (archon, "capo", "comandante", da cui anche Learco, Arcangelo, Aristarco e Plutarco), e il significato complessivo può essere interpretato come "giovane capo", "principe", oppure "comandante della nave".

## Onomastico
L'onomastico ricorre il 9 gennaio in memoria di san Nearco, soldato romano, martire in Armenia con san Polieuto.

## Persone
- Nearco, militare e ammiraglio macedone antico
- Nearco, ceramografo e ceramista greco antico